# Март Поом
Март Поом (ест. Mart Poom, нар. 3 лютого 1972, Таллінн) — естонський футболіст, воротар.
Лауреат Ювілейної нагороди УЄФА як найвидатніший естонський футболіст 50-річчя (1954–2003) за рішенням Естонської футбольної асоціації.
Його син Маркус також футболіст.

## Клубна кар'єра
Вихованець футбольної школи клубу «Флора».
У дорослому футболі дебютував у 1992 році виступами за команду фінського клубу «КуПС», в якій провів один сезон, взявши участь лише у 9 матчах чемпіонату.
Згодом з 1992 до 1997 року грав у складі команд клубів «Флора», «Віль», «Портсмут» та «Флора».
Своєю грою за останню команду привернув увагу представників тренерського штабу клубу «Дербі Каунті», до складу якого приєднався у 1997 році. Відіграв за клуб з Блекпула наступні п'ять сезонів своєї ігрової кар'єри. Більшість часу, проведеного у складі «Дербі Каунті», був основним голкіпером команди.
Наступні три роки своєї кар'єри гравця провів у складі «Сандерленда», де перебував з 2002 року, спочатку граючи на правах оренди.
З 2005 року два сезони захищав кольори команди клубу «Арсенал», спочатку також граючи на правах оренди. За цей час у складі основної команди «канонірів» взяв участь лише в одній грі Прем'єр-ліги.
Завершив професійну ігрову кар'єру у клубі «Вотфорд», за команду якого виступав протягом 2007–2009 років.

## Виступи за збірну
У 1992 році дебютував в офіційних матчах у складі національної збірної Естонії. Протягом кар'єри у національній команді, яка тривала 18 років, провів у формі головної команди країни 120 матчів, пропустивши 193 голи.

## Титули та досягнення
- Футболіст року в Естонії (6): 1993, 1994, 1997, 1998, 2000, 2003
- Найвидатніший естонський футболіст 50-річчя (1954–2003)